# Adansonia grandidieri
Il baobab di Grandidier (Adansonia grandidieri Baill., 1888) è una pianta appartenente alla famiglia delle Malvacee (sottofamiglia Bombacoideae), endemica del Madagascar.
La specie fu descritta per la prima volta da Henri Ernest Baillon nel 1893 e denominata in onore di Alfred Grandidier.
In malgascio è comunemente denominato renala o reniala ("madre della foresta").

## Descrizione
Sono alberi alti sino a 25–30 m, con grandi tronchi cilindrici di diametro sino a 3 m, sormontati una corona di rami disposti orizzontalmente a formare una chioma di forma appiattita.
La corteccia è liscia, spessa sino a 10-15-cm negli esemplari adulti, di colore grigio-rossastro.
Tra ottobre e maggio la chioma si riempie di foglie palmate, di colore verde-bluastro, composte da 6 a 9 foglioline ellittico-lanceolate, ricoperte da una densa peluria.
I fiori, che compaiono da maggio ad agosto, hanno petali di colore bianco-crema, tendente al giallo negli esemplari più adulti.  Sono intensamente profumati e si schiudono dopo il tramonto.
I frutti sono ovoidali, rivestiti da un tegumento rossastro, con un pericarpo sottile e un unico seme reniforme. Maturano fra novembre e dicembre e sono ricchi di vitamina C.

## Biologia
Si riproduce per impollinazione zoocora: l'intenso odore che nelle ore notturne si sprigiona dai fiori, attira diverse specie di mammiferi notturni (in particolare megachirotteri e lemuri), che inserendo il loro muso nel calice per raggiungere il nettare raccolto alla base dei petali, riempiono il loro pelo di polline, che trasportano di fiore in fiore.

## Distribuzione e habitat
Questa specie di baobab è diffusa soprattutto nel Madagascar sud-occidentale (regione di Menabe). La maggior parte degli esemplari è concentrata in cinque località comprese tra il lago Ihotry, vicino Morombe, e Bereboka, a nord di Morondava. Il tratto di strada che collega Morondava a Belo Sur Tsiribihina, conosciuta come Allée des baobab 20.251°S 44.418403°E, è costeggiata da numerosi esemplari secolari di questa specie.
Originaria degli ambienti di savana alberata e di foresta spinosa, la specie è attualmente diffusa all'interno di aree agricole degradate.

## Conservazione

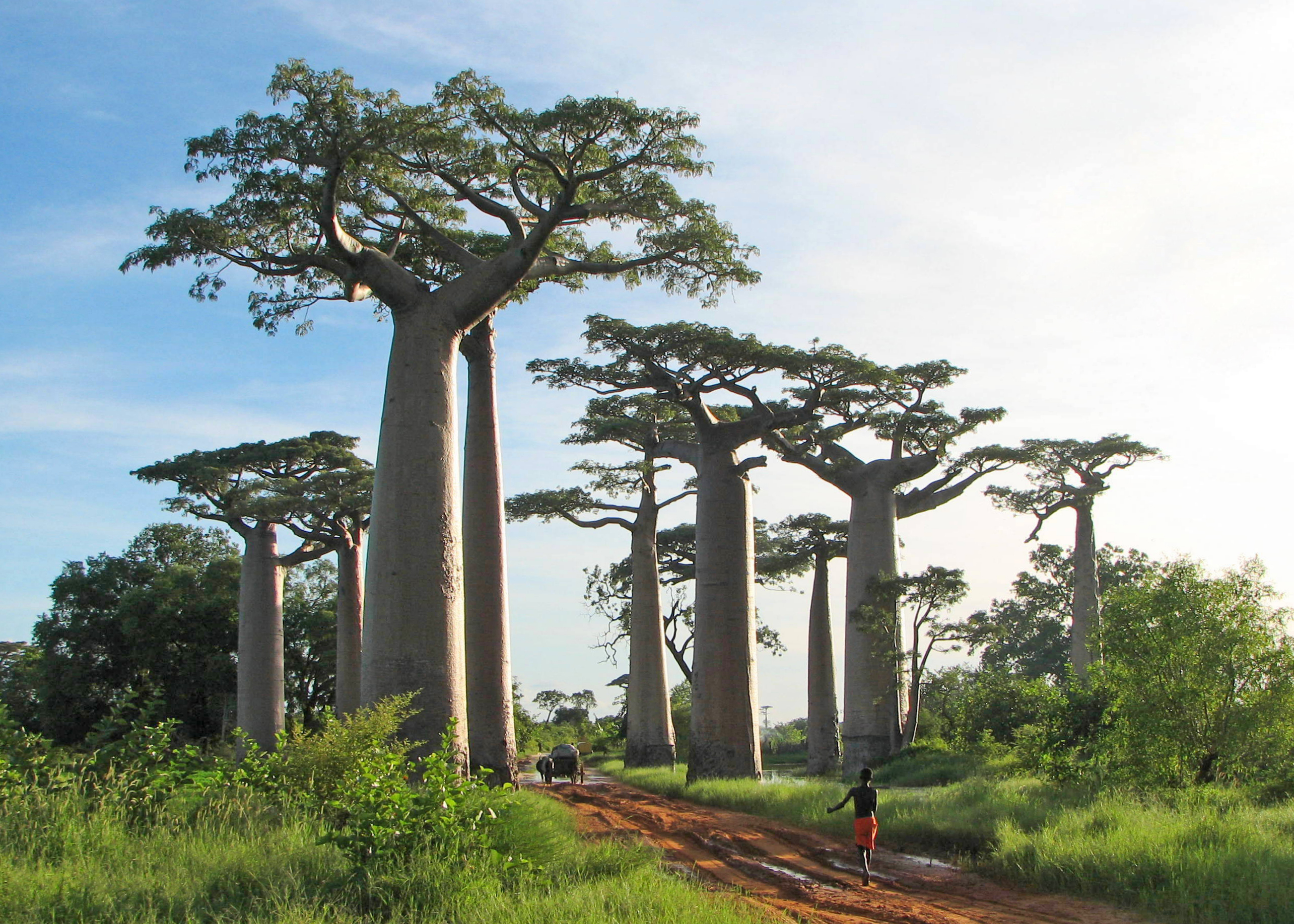
LAllée des baobab, presso Morondava, Madagascar.

La maggior parte degli esemplari superstiti di questa specie si trovano all'interno di aree agricole degradate, che offrono scarse opportunità di propagazione. Per tale motivo, e per la ristrettezza del suo areale, la IUCN Red List classifica A. grandidieri come specie in pericolo di estinzione. Nel 2007 il governo malgascio ha sottoposto a protezione la Allée des baobab, progettandone la classificazione come Monumento naturale.

## Rapporti con l'uomo
La renala occupa un posto centrale nelle credenze e nei costumi delle popolazioni malgasce.

Alcuni vetusti esemplari, considerati la dimora di spiriti, sono oggetto di venerazione. Lo status di alberi sacri è testimoniato dalla presenza ai loro piedi di contenitori per le offerte votive, costituite da cereali o altri prodotti alimentari e talora anche rum.
La corteccia è spesso utilizzata per ricavarne fibre per l'intreccio di cordami.
I frutti, ricchi di vitamina C, sono utilizzati per l'alimentazione sia dell'uomo che del bestiame.
Dai semi si estrae un olio utilizzato per condire e cuocere i cibi.